# Composition de l'Assemblée nationale française par législature
Cet article présente la composition de l'Assemblée nationale française par législature.

## Monarchie absolue(1610–1791)

### États généraux de 1614

| Parti | Parti      | Sièges |
| ----- | ---------- | ------ |
|       | Tiers état | 182    |
|       | Clergé     | 150    |
|       | Noblesse   | 132    |

Total : 464 

### États généraux de 1789

| Parti | Parti      | Sièges                                |
| ----- | ---------- | ------------------------------------- |
|       | Tiers état | 578 (dont 450 hommes de loi)          |
|       | Clergé     | 291, dont 200 favorables aux réformes |
|       | Noblesse   | 270, dont 90 favorables aux réformes  |

Total : 1139

### Assemblée nationale constituante de 1789
Les États Généraux deviennent Assemblée nationale constituante de 1789.
Voici la composition de l'Assemblée nationale française par législature depuis 1789.

| Parti | Parti      | Sièges |
| ----- | ---------- | ------ |
|       | Tiers état | 584    |
|       | Clergé     | 291    |
|       | Noblesse   | 270    |

Total : 1 145
- Patriotes : Plus de 800
- Monarchiens : 100
- « Aristocrates » du parti Noir

## Monarchie constitutionnelle(1791-1792)

### Assemblée nationale législative de 1791
| Parti | Parti                             | Sièges |
| ----- | --------------------------------- | ------ |
|       | Indépendants ou Constitutionnels  | 345    |
|       | Feuillants                        | 264    |
|       | Jacobins, Brissotins ou Girondins | 136    |

Chiffres issus du graphique ci-contre, pour les indépendants il était indiqué 245.

## Première République(1792–1804)

### Convention nationale(1792-1795)

| Parti | Parti                   | Sièges       |
| ----- | ----------------------- | ------------ |
|       | Plaine ou Marais        | de 254 à 269 |
|       | Montagnards             | de 258 à 302 |
|       | Brissotins ou Girondins | de 137 à 178 |

### Le Conseil des Cinq-Cents (1795-1799)
Institution de deux assemblées : conseil des 500 (chambre basse) et conseil des anciens (chambre haute)

## Consulat (1799–1804) puis Premier Empire (1804-1814)
Nom de l'assemblée : Corps législatif

## Première Restauration (1814-1815)
Nom de l'assemblée : Chambre des députés des départements

## Cent-Jours (1815)

Nom de l'assemblée : Chambre des représentants
| Parti | Parti         | Sièges |
| ----- | ------------- | ------ |
|       | Jacobins      | 40     |
|       | Libéraux      | 510    |
|       | Bonapartistes | 80     |

Total : 629

## Seconde Restauration (1815-1830)
Nom de l'assemblée : Chambre des députés des départements

### Irelégislature (1815-1816)

| Parti | Parti            | Sièges |
| ----- | ---------------- | ------ |
|       | Ultra-royalistes | 350    |
|       | Constitutionnels | 50     |

Total : 402

### IIelégislature (1816-1823)

| Parti | Parti                         | Sièges |
| ----- | ----------------------------- | ------ |
|       | Républicains et Bonapartistes | 20     |
|       | Gauche libérale               | 10     |
|       | Royalistes modérés            | 136    |
|       | Ultra-royalistes              | 92     |

Total : 258
| Parti | Parti              | Sièges |
| ----- | ------------------ | ------ |
|       | Gauche libérale    | 80     |
|       | Royalistes modérés | 194    |
|       | Ultra-royalistes   | 160    |

Total : 434

### IIIelégislature (1824-1827)

| Parti | Parti                    | Sièges |
| ----- | ------------------------ | ------ |
|       | Ministériels             | 413    |
|       | Libéraux et doctrinaires | 17     |

Total : 430

### IVelégislature (1828-1830)

| Parti | Parti                    | Sièges |
| ----- | ------------------------ | ------ |
|       | Libéraux et doctrinaires | 180    |
|       | Ministériels             | 180    |
|       | Pointus et défection     | 70     |

Total : 430

## Monarchie de Juillet(1830-1848)
Nom de l'assemblée : Chambre des députés

### Irelégislature (1830-1831)

| Parti | Parti                    | Sièges |
| ----- | ------------------------ | ------ |
|       | Libéraux et doctrinaires | 270    |
|       | Ministériels             | 145    |

Total : 415

### IIelégislature (1831-1834)

| Parti | Parti        | Sièges |
| ----- | ------------ | ------ |
|       | Libéraux     | 282    |
|       | Légitimistes | 104    |
|       | Républicains | 73     |

Total : 459

### IIIelégislature (1834-1837)

| Parti | Parti                | Sièges |
| ----- | -------------------- | ------ |
|       | Conservateurs        | 320    |
|       | Opposition de Gauche | 75     |
|       | Tiers Parti          | 50     |
|       | Légitimistes         | 15     |

Total : 460

### IVelégislature (1837-1839)

| Parti | Parti                  | Sièges |
| ----- | ---------------------- | ------ |
|       | Républicains           | 19     |
|       | Parti du Mouvement     | 142    |
|       | Tiers Parti            | 56     |
|       | Parti de la Résistance | 64     |
|       | Orléaniste             | 168    |
|       | Légitimistes           | 15     |

Total : 464

### Velégislature (1839-1842)

| Parti | Parti         | Sièges |
| ----- | ------------- | ------ |
|       | Divers gauche | 240    |
|       | Conservateurs | 199    |
|       | Légitimistes  | 20     |

Total : 559

### VIelégislature (1842-1846)

| Parti | Parti               | Sièges |
| ----- | ------------------- | ------ |
|       | Conservateurs       | 266    |
|       | Gauche (opposition) | 193    |

Total : 459

### VIIelégislature (1846-1848)

| Parti | Parti               | Sièges       |
| ----- | ------------------- | ------------ |
|       | Conservateurs       | 290 (63,31%) |
|       | Gauche (opposition) | 168 (36,68%) |

Total : 458

## Deuxième République
Nom de l'assemblée : Assemblée nationale législative (Deuxième République)

### Assemblée nationale constituante (1848-1849)
| Parti | Parti                            | Sièges       |
| ----- | -------------------------------- | ------------ |
|       | Républicains modérés             | 600 (68,2 %) |
|       | Parti de l'Ordre (conservateurs) | 200 (22,7 %) |
|       | Socialistes (républicains)       | 80 (9,1 %)   |

Total : 880

Sylvie Aprile donne la décomposition en sièges suivante :
- 450 Républicains modérés
- 200 orléanistes
- 50 légitimistes
- 200 républicains avancés.

### Assemblée nationale législative (1849-1852)

| Parti | Parti                             | Sièges       |
| ----- | --------------------------------- | ------------ |
|       | Parti de l'Ordre (Conservateurs)  | 450 (63,8 %) |
|       | Démocrates-sociaux (Républicains) | 180 (25,5 %) |
|       | Républicains modérés              | 75 (10,6 %)  |

Total : 705

## Second Empire:Corps législatif(1852–1870)

### Irelégislature (1852-1857)

| Parti | Parti         | Sièges       |
| ----- | ------------- | ------------ |
|       | Républicains  | 3 (1,14%)    |
|       | Bonapartistes | 253 (96,93%) |
|       | Royalistes    | 5 (1,91%)    |

Total : 261

### IIelégislature (1857-1863)

| Parti | Parti         | Sièges       |
| ----- | ------------- | ------------ |
|       | Républicains  | 7 (2,47%)    |
|       | Bonapartistes | 276 (97,53%) |

Total : 283

### IIIelégislature (1863-1869)

| Parti | Parti         | Sièges |
| ----- | ------------- | ------ |
|       | Républicains  | 17     |
|       | Bonapartistes | 251    |
|       | Royalistes    | 15     |

Total : 283

### IVelégislature (1869-1870)

| Parti | Parti                      | Sièges |
| ----- | -------------------------- | ------ |
|       | Républicains               | 30     |
|       | Bonapartistes libéraux     | 120    |
|       | Bonapartistes autoritaires | 92     |
|       | Royalistes                 | 41     |

Total : 283

## Troisième République(1871-1940)

### Assemblée nationale (1871-1876)

Assemblée nationale en 1871.

| Parti | Parti               | Sièges       |
| ----- | ------------------- | ------------ |
|       | Union républicaine  | 38 (5,9 %)   |
|       | Gauche républicaine | 112 (17,4 %) |
|       | Centre gauche       | 78 (12,1 %)  |
|       | Bonapartistes       | 20 (3,1 %)   |
|       | Orléanistes         | 214 (33,2 %) |
|       | Légitimistes        | 182 (28,3 %) |

Total : 638

### 1876-1877 (Chambre des députés)

Assemblée nationale en 1876.

| Parti | Parti                          | Sièges       |
| ----- | ------------------------------ | ------------ |
|       | Extrême gauche                 | 20 (3,8 %)   |
|       | Union républicaine             | 88 (16,5 %)  |
|       | Gauche républicaine            | 138 (25,9 %) |
|       | Centre gauche                  | 114 (21,4 %) |
|       | Divers                         | 3 (0,6 %)    |
|       | Bonapartistes                  | 97 (18,2 %)  |
|       | Orléanistes / Constitutionnels | 43 (8,1 %)   |
|       | Légitimistes                   | 30 (5,6 %)   |

Total : 533

### 1877-1881 (Chambre des députés)

Assemblée nationale en 1877.

| Parti | Parti                          | Sièges     |
| ----- | ------------------------------ | ---------- |
|       | Extrême gauche                 | 38 sièges  |
|       | Union républicaine             | 74 sièges  |
|       | Gauche républicaine            | 147 sièges |
|       | Centre gauche                  | 66 sièges  |
|       | Bonapartistes                  | 111 sièges |
|       | Orléanistes / Constitutionnels | 41 sièges  |
|       | Légitimistes                   | 56 sièges  |

Total : 521

### 1881-1885 (Chambre des députés)
Républicains

Chambre des députés en 1881.

- Socialistes et radicaux-socialistes : 46 (8,4 %)
- Union républicaine : 204 (37,4 %)
- Gauche républicaine : 168 (30,8 %)
- Modérés : 39 (7,2 %)

Conservateurs
- Bonapartistes : 46 (8,4 %)
- Royalistes (orléanistes et légitimistes) :42 (7,7 %)

Total : 545

### 1885-1889 (Chambre des députés)
Gauche
- Radicaux-socialistes : 60 (10,3 %)
- Radicaux : 40 (6,8 %)
- Républicains : 200 (34,2 %)
- Républicains modérés : 83 (14,2 %)

Droite
- Conservateurs : 63 (10,8 %)
- Bonapartistes : 65 (11,1 %)
- Royalistes : 73 (12,5 %)

Total : 584

### 1889-1893
Gauche

Chambre des députés en 1889.

- Radicaux-socialistes : 12 (2,1 %)
- Radicaux : 100 (17,4 %)
- Républicains : 216 (37,5 %)
- Républicains modérés : 38 (6,6 %)

Total gauche : 366 (63.6 %)
Droite
- Boulangistes : 72 (12,5 %)
- Bonapartistes : 52 (9 %)
- Royalistes : 86 (14,9 %)

Total droite : 210 (36.4 %)
Total : 576

### 1893-1898 (Chambre des députés)
Gauche
- Socialistes : 33 (5,7 %)

- Radicaux-socialistes : 16 (2,8 %)
- Radicaux : 122 (21 %)
- Républicains modérés : 317 (54,6 %)

Droite
- Divers : 35 (6 %)
- Royalistes : 58 (10 %)

Total : 581

### 1898-1902 (Chambre des députés)
Gauche
- Socialistes : 57 (9,7 %)

- Radicaux-socialistes : 74 (12,6 %)
- Radicaux : 104 (17,8 %)
- Républicains : 254 (43.4 %)

Droite
- Divers : 46 (7,9 %)
- Nationalistes : 6 (1 %)
- Royalistes : 44 (7,5 %)

Total : 585

### 1902-1906: Chambre duBloc des gauches
Bloc des gauches
- Socialistes : 43 (7,3 %)

- Radicaux-socialistes : 104 (17,7 %)
- Radicaux : 129 (21,9 %)
- Républicains : 62 (10,5 %)
- Républicains modérés : 127 (21,6 %)

Droite
- Libéraux : 35 (5,9 %)
- Conservateurs : 89 (15,1 %)

Total : 589

### 1906-1910 (Chambre des députés)
Gauche
- Socialistes : 74 (12,6 %)

- Radicaux-socialistes : 132 (22,6 %)
- Radicaux : 115 (19,7 %)
- Républicains : 90 (15,4 %)

Droite
- Libéraux : 66 (11,3 %)
- Conservateurs : 78 (13,3 %)
- Nationalistes : 30 (5,1 %)

Total : 585

### 1910-1914 (Chambre des députés)
Gauche
- Socialistes : 107 (18,1 %)

- Radicaux et radicaux-socialistes : 149 (25,3 %)
- Républicains : 113 (19,2 %)
- Union républicaine : 72 (12,2 %)

Droite
- Libéraux : 20 (3,4 %)
- Conservateurs : 129 (21,9 %)

Total : 590

### 1914-1919: Chambre de l'Union sacrée
Gauche
- Socialistes : 126 (21,2 %)

- Radicaux et radicaux-socialistes : 195 (32,8 %)
- Républicains : 66  (11,1 %)
- Union républicaine : 88 (14,8 %)

Droite
- Fédération républicaine : 37 (6,2 %)
- Action libérale : 23 (3,9 %)
- Divers : 60 (10,1 %)

Total : 595

### 1919-1924: Chambre duBloc national
Gauche
- SFIO : 68 (11 %)

- Républicains-socialistes : 24 (3,9 %)
- Radicaux-socialistes : 88 (14,3 %)

Centre
- Gauche républicaine : 108 (17,5 %)
- Républicains de gauche : 50 (8,1 %)

Droites
- Fédération républicaine : 185 (30 %)
- Action républicaine : 58 (9,4 %)
- Indépendants : 36 (5,8 %)

Total des députés : 613

### 1924-1928: Chambre duCartel des gauches
Gauche
- SFIC : 28 (4,8 %)
- SFIO : 105 (18 %)

- Républicains-socialistes et socialistes français : 42 (7,2 %)
- Radicaux-socialistes : 140 (24,1 %)

Centre
- Gauche radicale : 41 (7 %)
- Gauche républicaine démocratique : 44 (7,6 %)
- Républicains de gauche : 36 (6,2 %)
- Démocrates populaires : 14 (2,4 %)

Droite
- Union républicaine démocratique : 104 (17,9 %)
- Indépendants : 28 (4,8 %)

### 1928-1932 (Chambre des députés)
Gauche
- SFIC : 11 (1,8 %)
- SFIO : 107 (17,5 %)

- Républicains-socialistes : 16 (2,6 %)
- Socialistes français : 14 (2,3 %)
- Radicaux-socialistes : 114 (18,7 %)

Centre
- Gauche radicale : 51 (8,3 %)
- Républicains de gauche : 66 (10,8 %)
- Gauche sociale et radicale (dissidents du Parti radical, nationalistes, mené par Henry Franklin-Bouillon) : 17 (2,8 %)
- Indépendants de gauche: 20 (3,3 %)
- Démocrates populaires : 18 (2,9 %)

Droite
- Union républicaine démocratique : 87 (14,2 %)
- Action démocratique et sociale : 31 (5,1 %)
- Indépendants : 39 (6,3 %)
- Non-inscrits : 20 (3,3 %)

Les pourcentages indiqués sont calculés en fonction des sièges et non des voix obtenues

### 1932-1936: Chambre duCartel des gauches
Gauche
- Unité ouvrière : 9 (1,5 %)
- SFIC : 11 (1,8 % des sièges)
- SFIO : 132 (21,4 %)

- Républicains-socialistes et socialistes français : 32 (5,2 %)
- Radicaux-socialistes : 160 (25,9 %)

Centre
- Gauche indépendante : 15 (2,4 %)
- Gauche radicale et Indépendants de gauche : 74 (12 %)
- Républicains de gauche et Centre républicain : 76 (12,3 %)
- Démocrates populaires : 17 (2,8 %)

Droite
- Fédération Républicains du Centre : 41 (6,6 %)
- Républicains du centre : 6 (1 %)
- Groupe républicain et social : 18 (2,9 %)
- Indépendants d'action économique, sociale et paysanne : 7 (1,1 %)
- Indépendants : 16 (2,6 %)
- Non-inscrits de droite : 3 (0,5 %)

Les pourcentages indiqués sont calculés en fonction des sièges et non des voix obtenues

### 1936-1940: Chambre duFront populaire

Élections législatives françaises de 1936.

- PC-SFIC : 72 sièges
- PUP : 6 sièges
- SFIO : 149 sièges
- USR : 44 sièges
- PRRRS : 115 sièges
- AD : 83 sièges
- PDP : 42 sièges
- FR : 100 sièges

## GPRF etQuatrième République

### Première Assemblée Constituante (1945-1946)

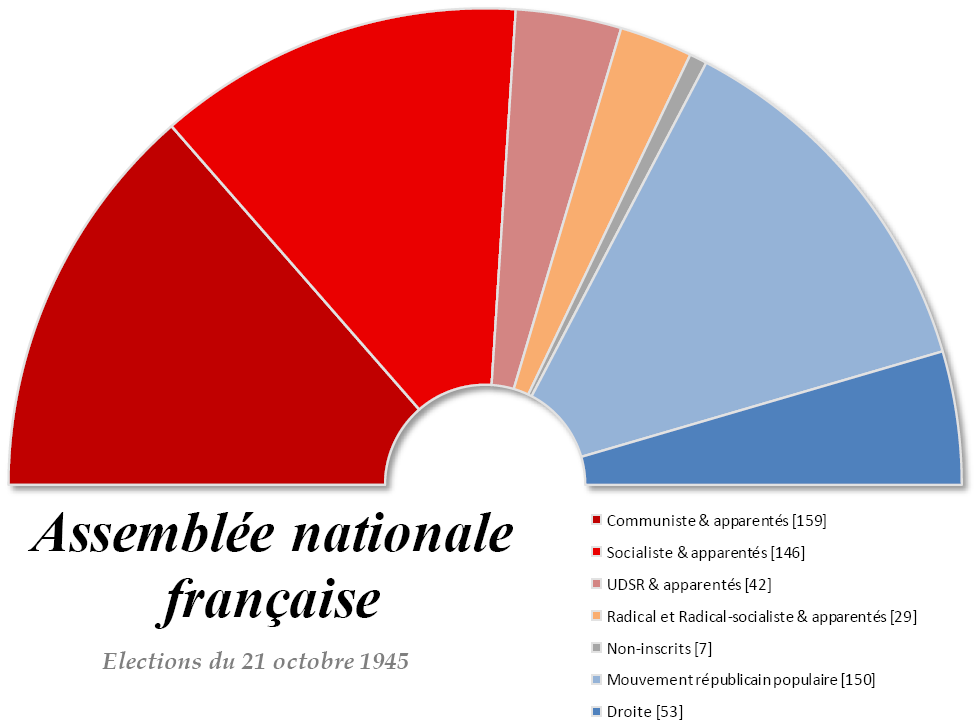
Assemblée nationale en 1945.

Président : Félix Gouin
Gauche
- PCF : 159 (27,1 %)
- SFIO : 146 (24,9 %)
- Radicaux : 29 (4,9 %)
- UDSR : 42 (7,2 %)

Droite
- MRP : 150 (25,6 %)
- RI : 14 (2,4 %)
- UR : 39 (6,7 %)

Non Inscrits
- 7 (1,2 %)

Total : 586
Note
- Il y a 5,6 % de femmes députées[4].

### Deuxième Assemblée Constituante (1946)

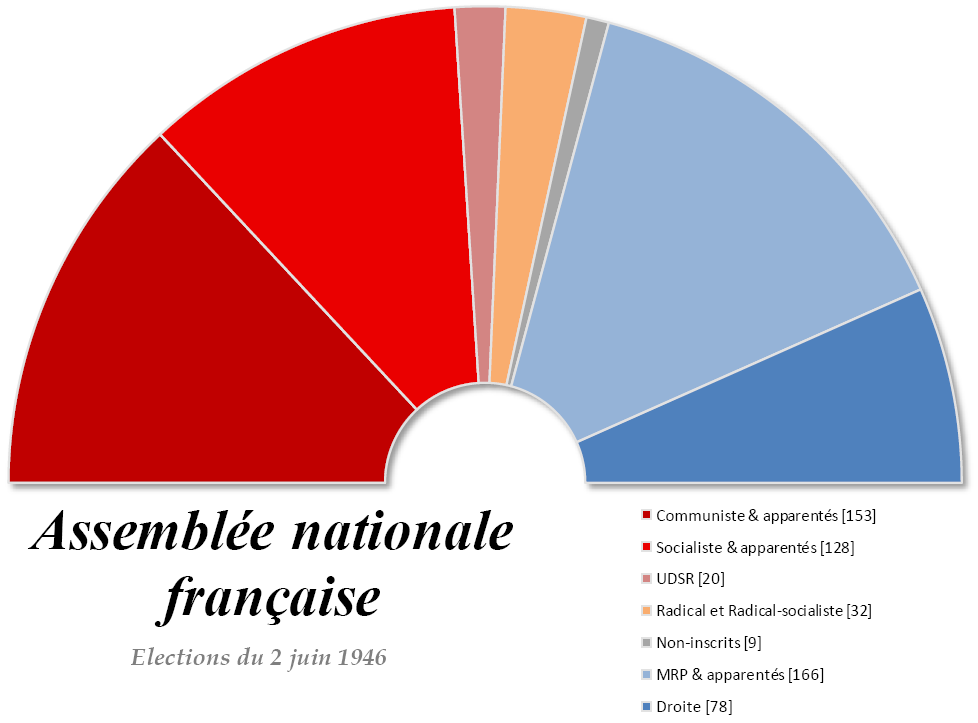
Assemblée nationale en 1946.

Président : Vincent Auriol
Gauche
- PCF : 153 (26,1 %)
- SFIO : 128 (21,8 %)
- Radicaux : 32 (5,5 %)
- UDSR : 20 (3,4 %)

Droite
- MRP : 166 (28,3 %)
- RI : 32 (5,5 %)
- PRL : 35 (6 %)

Nationalistes algériens
- UDMA : 11 (1,9 %)

Non Inscrits
- 9 (1,5 %)

Total : 586

### Première législature (1946-1951)

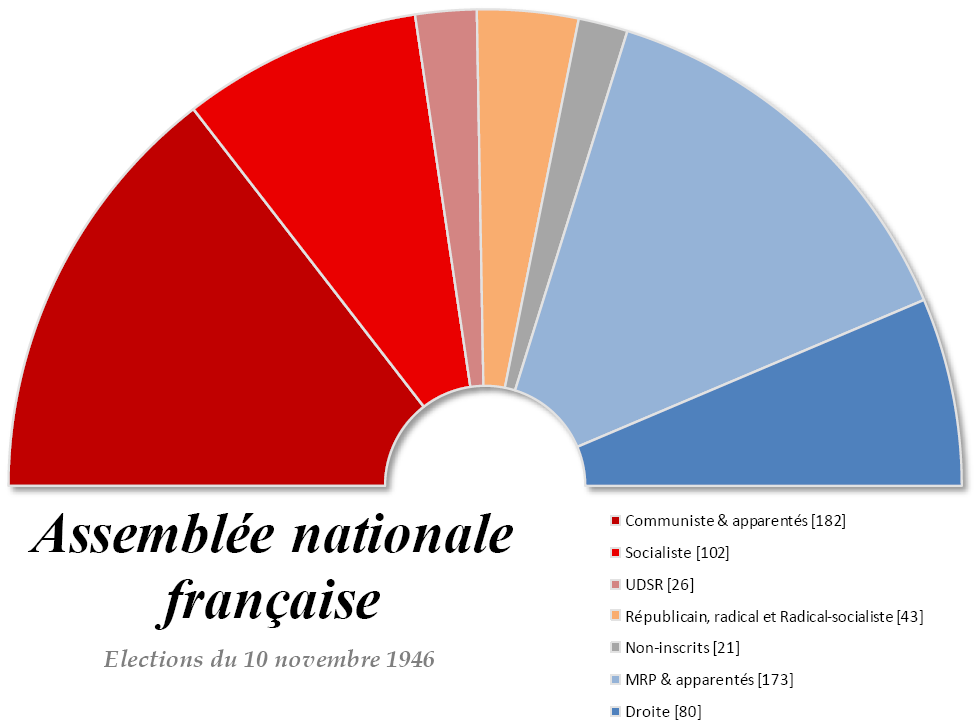
Assemblée nationale en 1946.

Président de l'Assemblée nationaleVincent Auriol (1946-1947) puis Édouard Herriot
Gauche
- PCF : 182 (29 %) (167 en mars 1947)
- SFIO : 102 (16,3 %)
- Radicaux : 43 (6,9 %)
- UDSR : 26 (4,1 %)

Droite
- MRP : 173 (27,6 %)
- RI : 29 (4,6 %)
- PRL : 38 (6,1 %)

Nationalistes algériens
- MTLD : 5 (0,8 %)

Non Inscrits
- 29 (4,6 %)

Total : 627
Note
- Il y a 6,8 % de femmes députées[4].

### Deuxième législature (1951-1956)

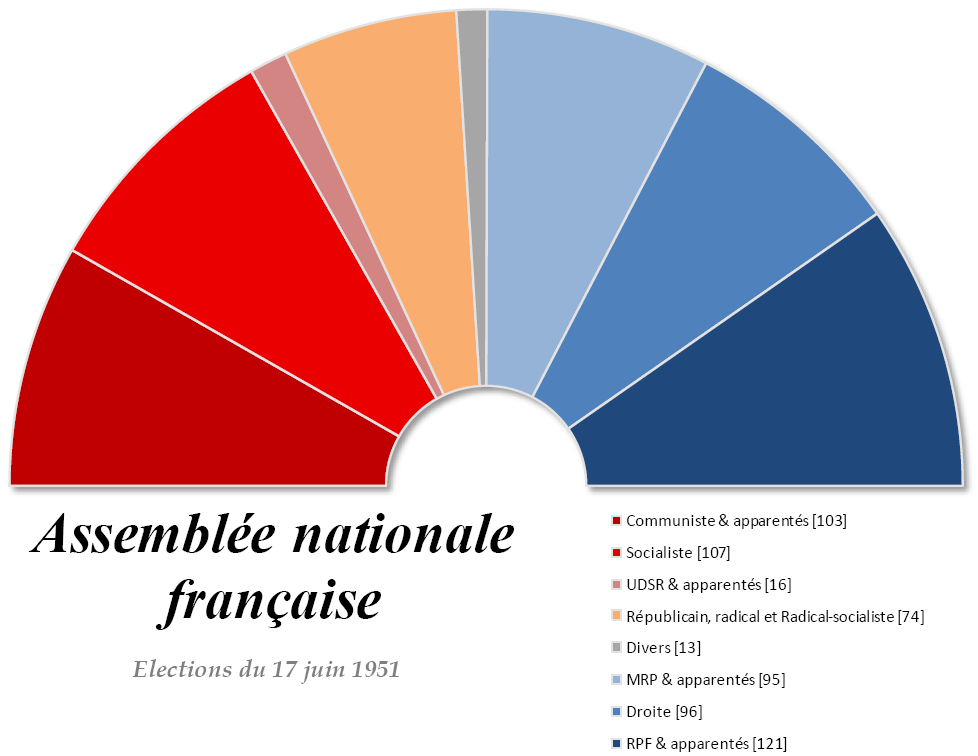
Assemblée nationale en 1951.

Président de l'Assemblée nationaleÉdouard Herriot (1951-1954) puis André Le Troquer (1954-1955) puis Pierre Schneiter (1955) puis André Le Troquer
Gauche
- PCF : 99 (16,5 %)
- UP : 4 (0,8 %)
- SFIO : 107 (17,1 %)
- Radicaux : 74 (11,8 %)
- UDSR : 16 (2,6 %)
- RDA : 3 (0,5 %) Rassemblement Démocratique Africain, apparenté à l'UDSR

Droite
- MRP : 95 (15,2 %)
- RPF : 121 (19,4 %)
- CRAPS : 43 (6,9 %) Centre Républicain d'Action Paysanne et Sociale, devenu CNI
- RI : 53 (8,5 %)

Non Inscrits
- 10 (1,6 %)

Total : 625

### Troisième législature (1956-1958)

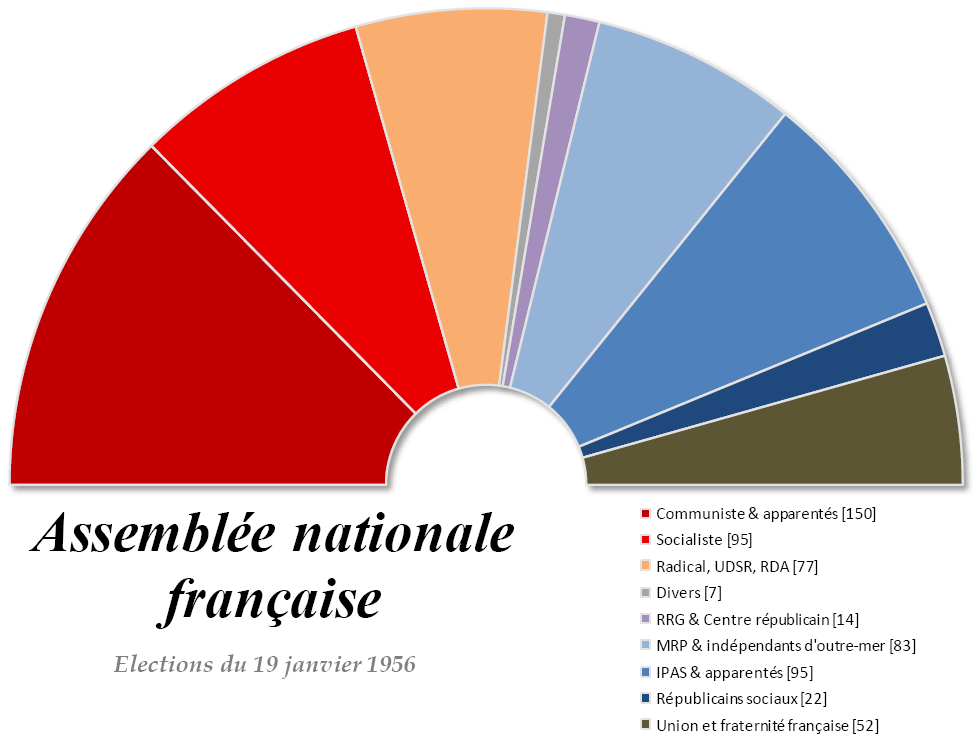
Assemblée nationale en 1956.

Président de l'Assemblée nationaleAndré Le Troquer
Gauche
- PCF : 150 (25,3 %)
- SFIO : 94 (15,9 %)
- Radicaux : 58 (9,8 %)
- UDSR et RDA : 19 (3,2 %)

Droite
- MRP : 83 (14 %)
- URAS : 21 (3,5 %)
- RGR : 14 (2,4 %)
- IPAS : 95 (16 %)
- UFF : 52 (8,8 %)

Non Inscrits
- 7 (1,2 %)

Total : 593
Note
- Il y a 3,0 % de femmes députées[4].

## Cinquième République
Le graphique qui aurait dû être présenté ici ne peut pas être affiché car il utilise l'ancienne extension Graph, désactivée pour des questions de sécurité. Des indications pour créer un nouveau graphique avec la nouvelle extension Chart sont disponibles ici.

### Première législature (1958-1962)

Assemblée nationale, Ire législature.

Président de l'Assemblée nationaleJacques Chaban-Delmas
Président du groupe d’Union pour la nouvelle RépubliqueMaurice Bayrou (1958-1959) puis Louis Terrenoire (1959-1960) puis Raymond Schmittlein
Président du groupe des Indépendants et Paysans d'action socialeHenry Bergasse (1958-1961) puis Bertrand Motte
Président du groupe des Républicains populaires et du Centre démocratiqueCharles Bosson (1958-1960) puis Henri Dorey
Président du groupe socialisteFrancis Leenhardt
Notes
- En juillet 1959, la Formation administrative des non-inscrits devient le groupe de l'Entente démocratique dont Jean Médecin (1959) puis Maurice Faure prennent la présidence.
- En juillet 1959, la Formation administrative des élus d'Algérie et du Sahara devient le groupe de l'Unité de la République, puis en décembre 1960 le groupe du Regroupement national pour l'unité de la République. Ce groupe disparait le 4 juillet 1962, après la fin du mandats des députés d'Algérie, devenue indépendante.
- Les députés communistes, au nombre de 10, siègent parmi les non-inscrits.
- Il y a 1,4 % de femmes députées[4].

### Deuxième législature (1962-1967)

Assemblée nationale, IIe législature.

Président de l'Assemblée nationaleJacques Chaban-Delmas
Président du groupe d’Union pour la nouvelle République-Union démocratique du travailRoger Dusseaulx (1962-1963) puis Henri Rey
Président du groupe des Républicains indépendantsRaymond Mondon
Président du groupe socialisteGaston Defferre
Président du groupe du Centre démocratiquePierre Pflimlin (1962-1963) puis Pierre Abelin
Président du groupe Rassemblement démocratiqueMaurice Faure
Président du groupe communisteRobert Ballanger
Note
- Il y a 1,7 % de femmes députées[4].

### Troisième législature (1967-1968)

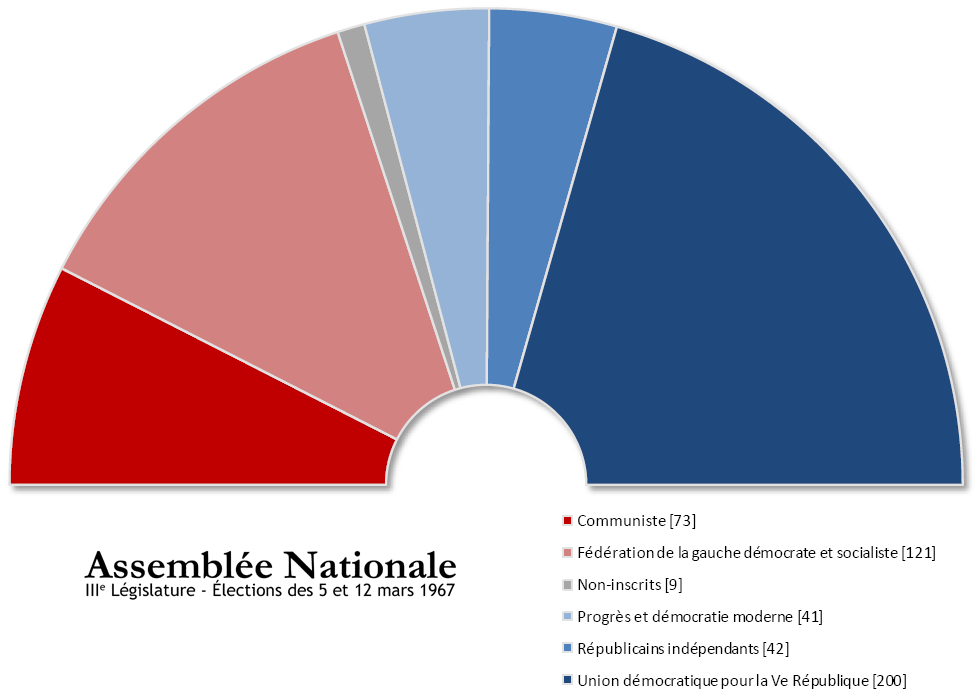
Assemblée nationale, IIIe législature.

Président de l'Assemblée nationaleJacques Chaban-Delmas
Président du groupe de l'Union des démocrates pour la RépubliqueHenri Rey
Président du groupe des Républicains IndépendantsRaymond Mondon
Président du groupe Progrès et démocratie moderneJacques Duhamel
Président du groupe de la Fédération de la gauche démocrate et socialisteGaston Defferre
Président du groupe communisteRobert Ballanger

### Quatrième législature (1968-1973)

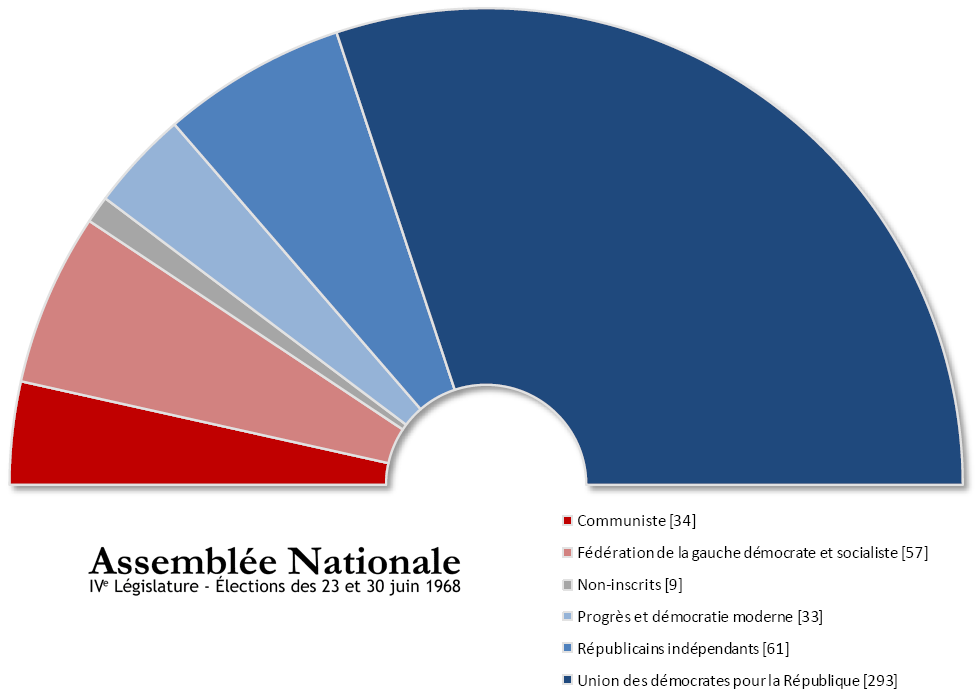
Assemblée nationale, IVe législature.

Président de l'Assemblée nationaleJacques Chaban-Delmas (1968-1969) puis Achille Peretti
Président du groupe de l'Union des démocrates pour la RépubliqueHenri Rey (1968-1969) puis Marc Jacquet
Président du groupe des Républicains indépendantsRaymond Mondon (1968-1969) puis Aimé Paquet
Président du groupe Progrès et démocratie moderneJacques Duhamel (1968-1969) puis Eugène Claudius-Petit
Président du groupe de la Fédération de la gauche démocrate et socialisteGaston Defferre
Président du groupe communisteRobert Ballanger
Notes
- En octobre 1969, le groupe de la Fédération de la Gauche démocrate et socialiste devient le groupe socialiste dont Gaston Defferre garde la présidence.
- Il y a 1,6 % de femmes députées[4].

### Cinquième législature (1973-1978)

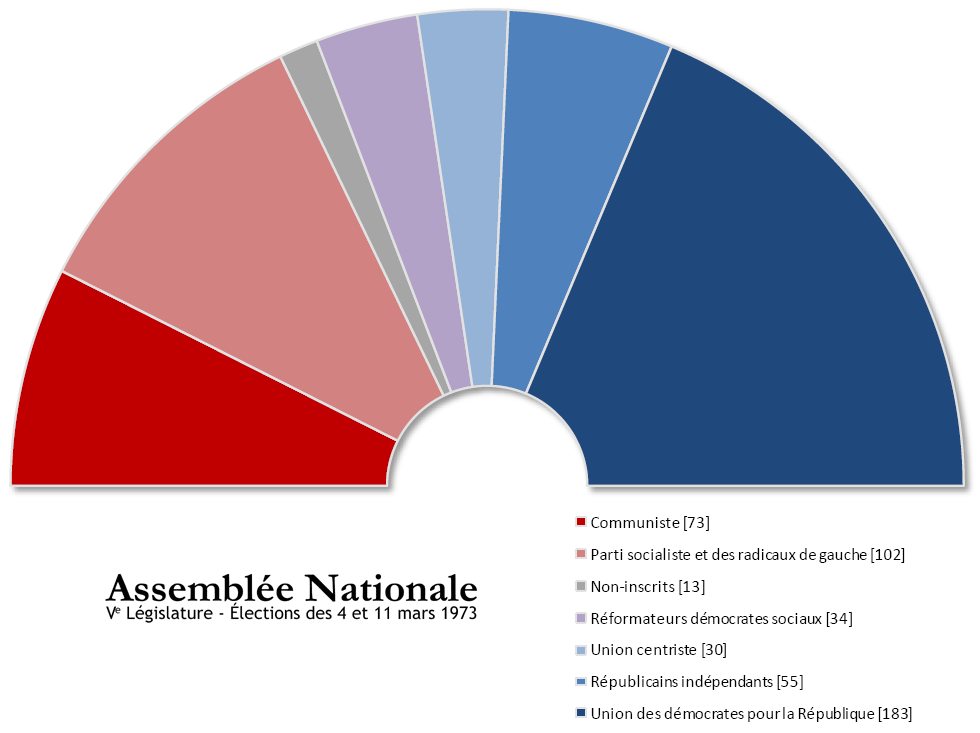
Assemblée nationale, Ve législature.

Président de l'Assemblée nationaleEdgar Faure
Président du groupe de l'Union des démocrates pour la RépubliqueRoger Frey (1973) puis Claude Labbé
Président du groupe des Républicains indépendantsMichel d'Ornano (1973-1974) puis Jean Brocard (1974-1975) puis Roger Chinaud
Président du groupe des Réformateurs démocrates sociauxMichel Durafour
Président du groupe Union centristeEugène Claudius-Petit (1973) puis Jacques Duhamel
Président du groupe du Parti socialiste et des Radicaux de gaucheGaston Defferre
Président du groupe communisteRobert Ballanger
Notes
- En juillet 1974, après l'élection de Valéry Giscard d'Estaing, le groupe des Républicains Démocrates et Sociaux et le groupe Union Centriste fusionnent pour former le groupe des Réformateurs, des Centristes et des Démocrates Sociaux, dont Max Lejeune prend la présidence.

### Sixième législature (1978-1981)

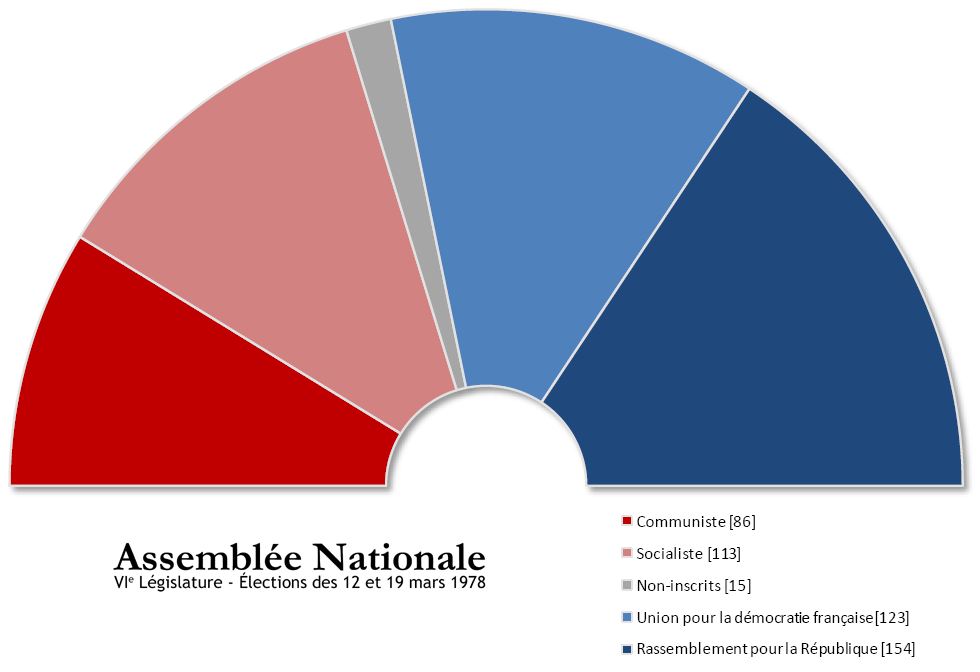
Assemblée nationale, VIe législature.

Président de l'Assemblée nationaleJacques Chaban-Delmas
Président du groupe Rassemblement pour la RépubliqueClaude Labbé
Président du groupe Union pour la démocratie françaiseRoger Chinaud
Président du groupe socialisteGaston Defferre
Président du groupe communisteRobert Ballanger
Note
- Il y a 4,0 % de femmes députées[4].

### Septième législature (1981-1986)

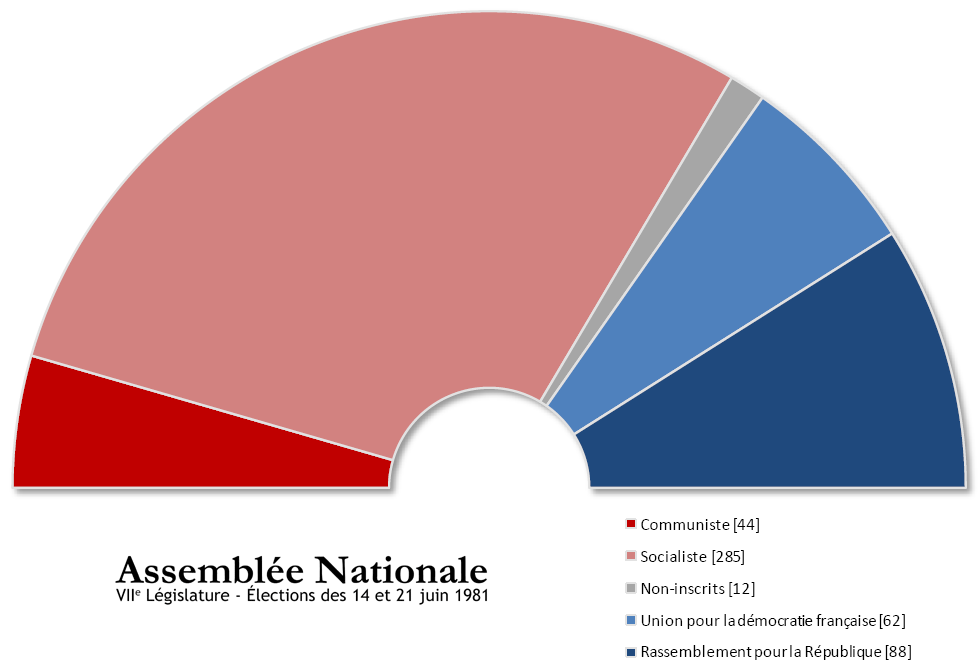
Assemblée nationale, VIIe législature.

Président de l'Assemblée nationaleLouis Mermaz
Président du groupe socialistePierre Joxe, puis en 1984, André Billardon
Président du groupe communisteAndré Lajoinie
Président du groupe Rassemblement pour la RépubliqueClaude Labbé
Président du groupe Union pour la démocratie françaiseJean-Claude Gaudin

### Huitième législature (1986-1988)

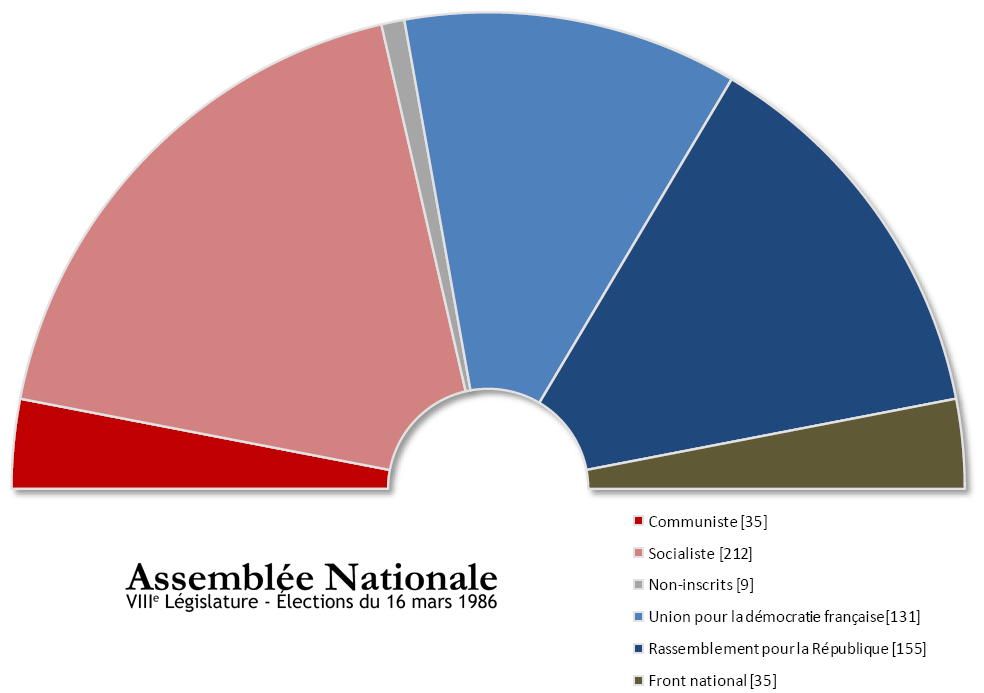
Assemblée nationale, VIIIe législature.

Président de l'Assemblée nationaleJacques Chaban-Delmas
Président du groupe Rassemblement pour la RépubliquePierre Messmer
Président du groupe Union pour la démocratie françaiseJean-Claude Gaudin
Président du groupe socialistePierre Joxe
Président du groupe communisteAndré Lajoinie
Président du groupe Front nationalJean-Marie Le Pen
Note
- Il y a 5,9 % de femmes députées[4].

### Neuvième législature (1988-1993)

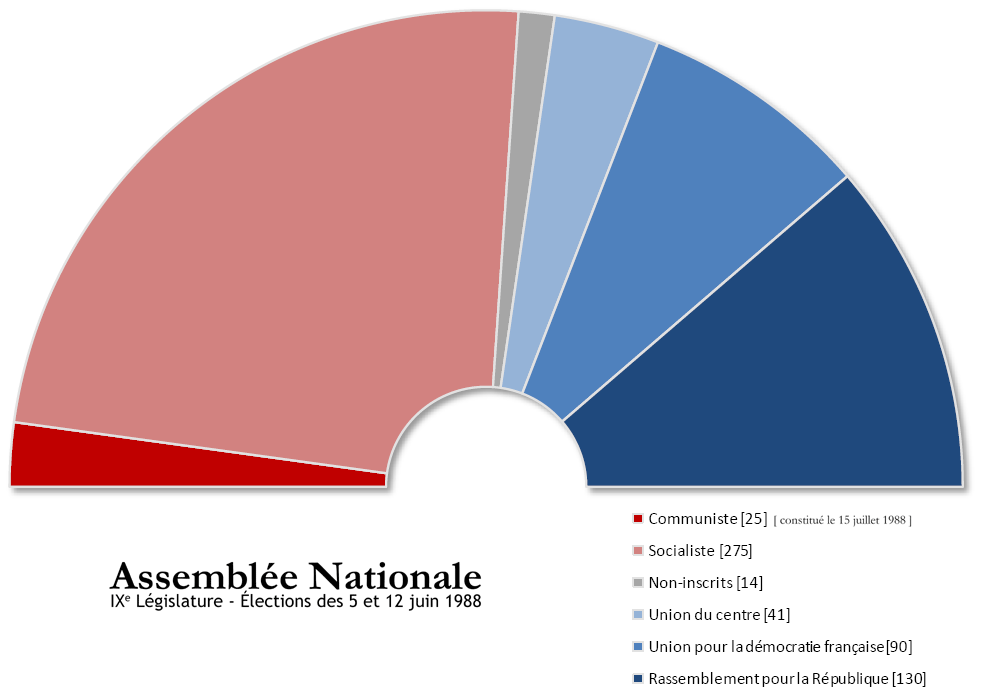
Assemblée nationale, IXe législature.

Président de l'Assemblée nationaleLaurent Fabius (1988-1992) puis Henri Emmanuelli (1992-1993)
Président du groupe socialisteLouis Mermaz (1988-1990) puis Jean Auroux (1990-1993)
Président du groupe communisteAndré Lajoinie
Président du groupe de l'Union du centrePierre Méhaignerie (1988-1991) puis Jacques Barrot (1991-1993)
Président du groupe Rassemblement pour la RépubliqueBernard Pons
Président du groupe Union pour la démocratie françaiseJean-Claude Gaudin (1988-1989) puis Charles Millon (1989-1993)

### Dixième législature (1993-1997)

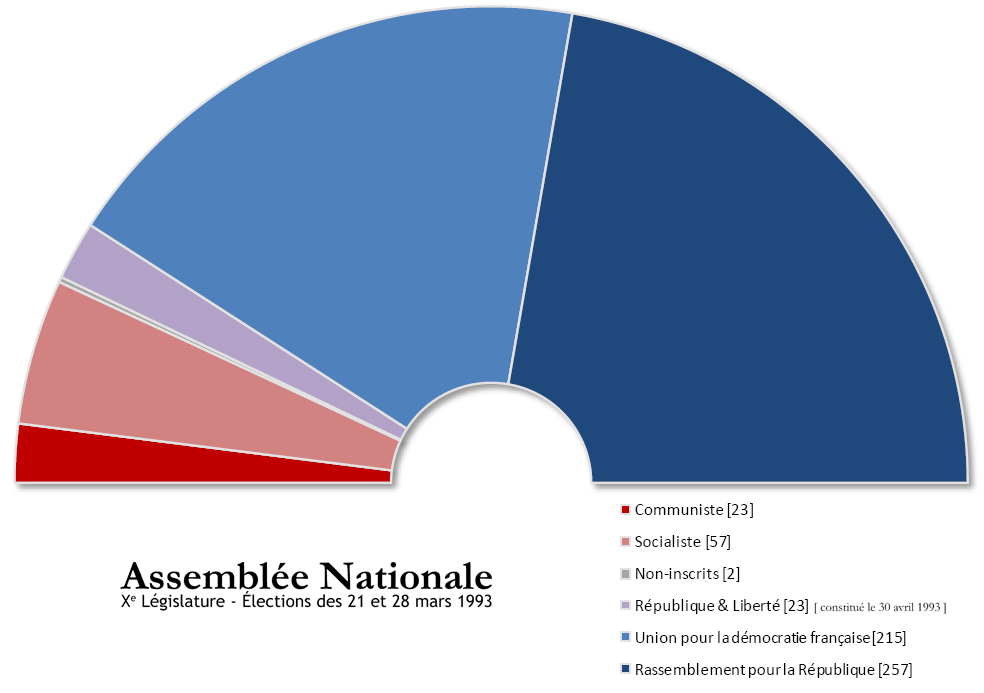
Assemblée nationale, Xe législature.

Président de l'Assemblée nationalePhilippe Séguin
Président du groupe du Rassemblement pour la RépubliqueBernard Pons (1993-1995) puis Michel Péricard (1995-1997)
Président du groupe Union pour la démocratie françaiseCharles Millon (1993-1995) puis Gilles de Robien (1995-1997)
Président du groupe socialisteMartin Malvy (1993-1995) puis Laurent Fabius (1995-1997)
Président du groupe communisteAlain Bocquet
Président du groupe République et libertéJean Royer
Note
- Il y a 6,1 % de femmes députées[4].

### Onzième législature (1997-2002)

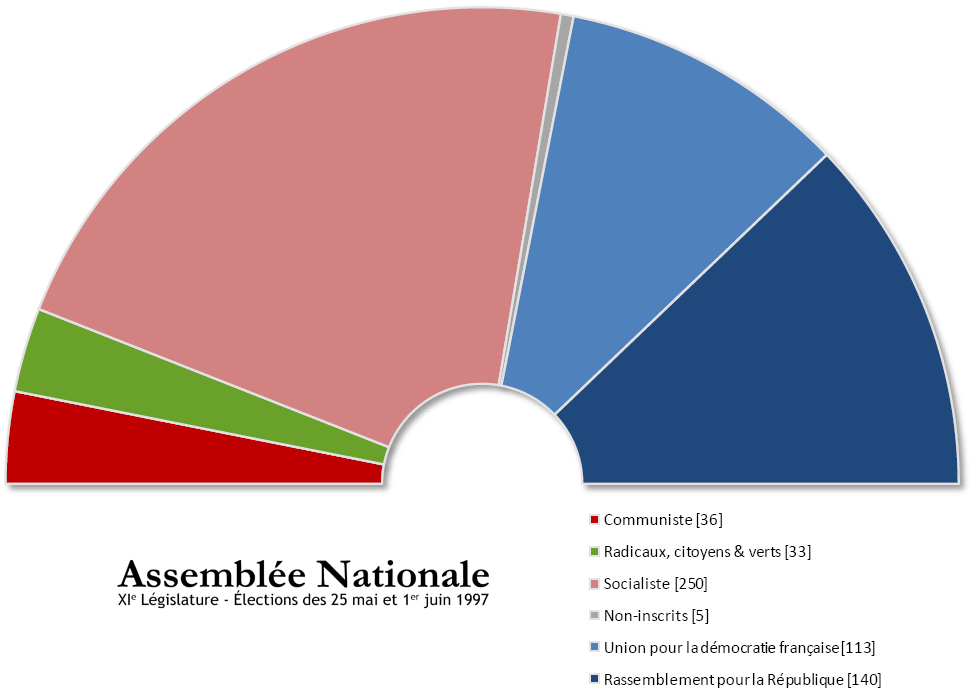
Assemblée nationale, XIe législature.

Président de l'Assemblée nationaleLaurent Fabius (1997-2000) puis Raymond Forni (2000-2002)
Président du groupe socialisteJean-Marc Ayrault
Président du groupe communisteAlain Bocquet
Président du groupe Radicaux, Citoyens et VertsMichel Crépeau (1997-1999), Roger-Gérard Schwartzenberg (1999-2000) puis Bernard Charles (2000-2002)
Président du groupe Rassemblement pour la RépubliqueJean-Louis Debré
Président du groupe Union pour la démocratie françaiseFrançois Bayrou (1997-1998) puis Philippe Douste-Blazy (1998-2002)
Notes
- La majorité composée des socialistes, communistes, radicaux, citoyens et verts était appelée la Gauche plurielle.
- À partir du 25 juin 1998, constitution du groupe Démocratie libérale et Indépendants qui se sépare de l'UDF auquel il était intégré.

Président du groupe Démocratie libérale et Indépendants : José Rossi (1998-2000) puis Jean-François Mattei (2000-2002)

### Douzième législature (2002-2007)

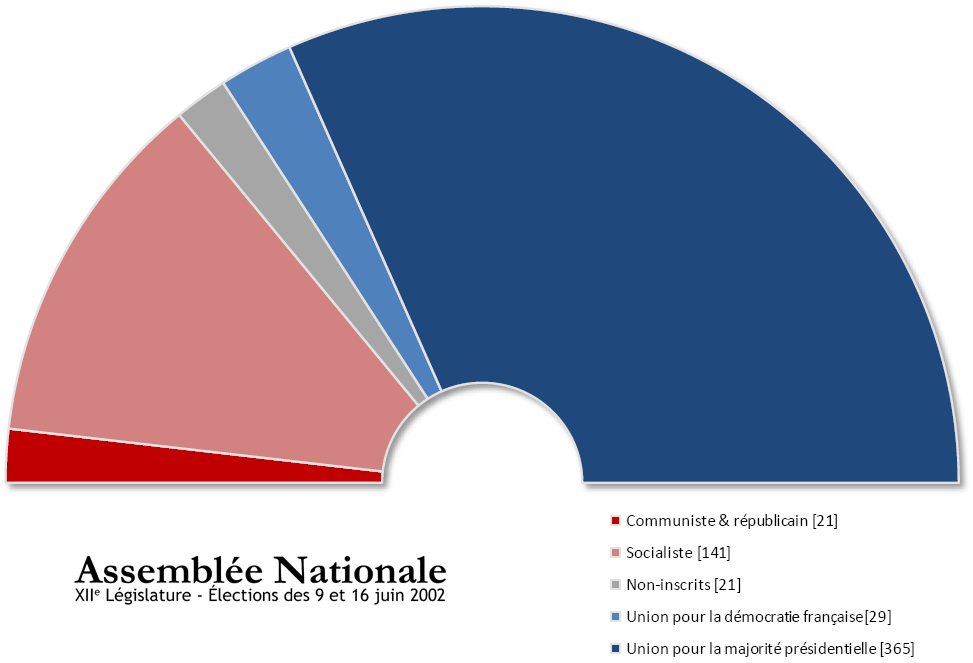
Assemblée nationale, XIIe législature.

Président de l'Assemblée nationaleJean-Louis Debré (2002-2007) puis Patrick Ollier (2007)
Président du groupe Union pour un mouvement populaireJacques Barrot (2002-2004) puis Bernard Accoyer
Président du groupe Union pour la démocratie françaiseHervé Morin
Président du groupe socialisteJean-Marc Ayrault
Président du groupe communiste et républicainAlain Bocquet
Note
- Il y a 12,3 % de femmes députées[4].

### Treizième législature (2007-2012)

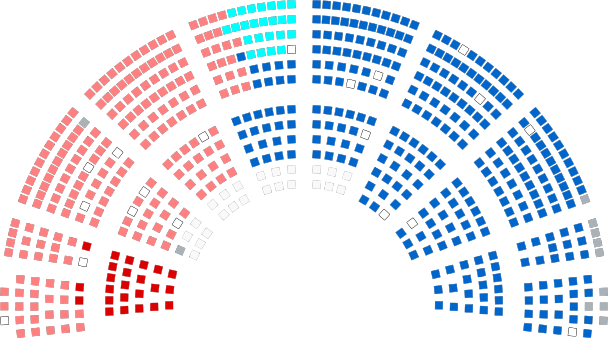
Assemblée nationale, XIIIe législature.

Président de l'Assemblée nationaleBernard Accoyer
Président du groupe Union pour un mouvement populaireJean-François Copé (2007-2010) puis Christian Jacob
Président du groupe Nouveau CentreFrançois Sauvadet (2007-2011) puis Yvan Lachaud
Président du groupe Socialiste, radical, citoyen et divers gaucheJean-Marc Ayrault
Président du groupe de la Gauche démocrate et républicaineJean-Claude Sandrier (2007-2010) puis Yves Cochet (2010-2011) puis Roland Muzeau

### XIVelégislature (2012-2017)

Composition de l'Assemblée nationale en 2012.

- Président de l'Assemblée nationale : Claude Bartolone
- Présidents des groupes parlementaires : 
  - Socialiste, républicain et citoyen (SRC) puis Socialiste, écologiste et républicain (SER) : Bruno Le Roux (2012-2016) puis Olivier Faure (2016-2017)
  - Groupe de l'Union pour un mouvement populaire (UMP) puis Groupe Les Républicains (LR) : Christian Jacob
  - Groupe Rassemblement-Union pour un mouvement populaire (RUMP) [2012-2013] : François Fillon
  - Groupe Union des démocrates et indépendants (UDI) : Philippe Vigier
  - Groupe radical, républicain, démocrate et progressiste (RRDP) : Roger-Gérard Schwartzenberg
  - Groupe de la Gauche démocrate et républicaine (GDR) : André Chassaigne
  - Groupe écologiste (ÉCOLO) [2012-2016] : François de Rugy et Barbara Pompili (2012-2015) puis Cécile Duflot et Barbara Pompili (2015-2016) puis Cécile Duflot et François de Rugy (2016)

### XVelégislature (2017-2022)

Composition de la XVe législature en 2017.

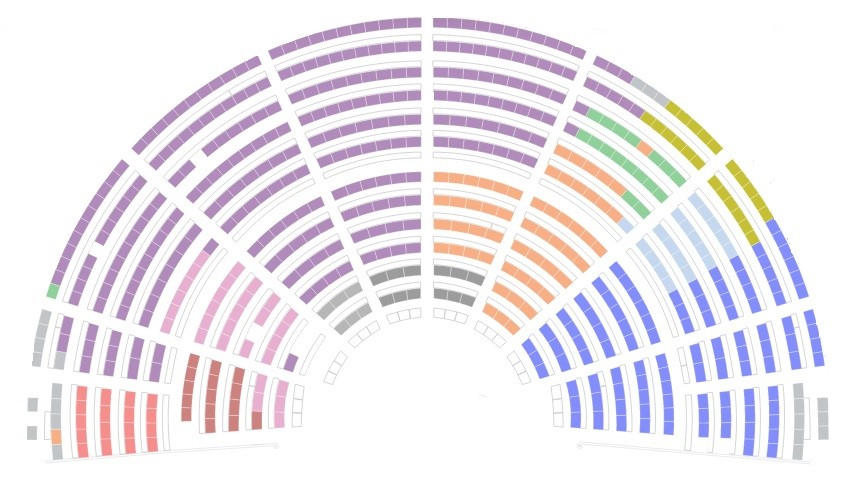
Composition de la XVe législature en 2021.

- Président de l'Assemblée nationale : François de Rugy (2017-2018) puis Richard Ferrand (2018-2022)
- Présidents des groupes parlementaires : 
  - Groupe La République en marche (LREM) : Richard Ferrand (2017-2018) puis Gilles Le Gendre (2018-2020) puis Christophe Castaner (2020-2022)
  - Groupe Les Républicains (LR) : Christian Jacob
  - Groupe Mouvement démocrate et démocrates apparentés (MoDem) : Marc Fesneau (2017-2018) puis Patrick Mignola (2018-2022)
  - Groupe Nouvelle Gauche (NG) puis groupe Socialistes et apparentés (SOC) à partir de 2018 : Valérie Rabault
  - Groupe Agir ensemble (AE) : Olivier Becht
  - Groupe UDI, Agir et indépendants (UAI) puis Groupe UDI et indépendants (UDI) en 2020 : Franck Riester (2017-2018) puis Jean-Christophe Lagarde (2018-2022)
  - Groupe Libertés et territoires (LT) : Philippe Vigier (2018-2020) puis Bertrand Pancher (2020-2022)
  - Groupe La France insoumise (LFI) : Jean-Luc Mélenchon (2017-2021) puis Mathilde Panot (2021-2022)
  - Groupe Gauche démocrate et républicaine (GDR) : André Chassaigne

| Groupe | Groupe        | Sièges       |
| ------ | ------------- | ------------ |
|        | LREM          | 268 (46,4 %) |
|        | LR            | 103 (17,8 %) |
|        | DEM           | 57 (9,8 %)   |
|        | SOC           | 29 (5 %)     |
|        | Agir ensemble | 22 (3,8 %)   |
|        | UDI           | 19 (3,3 %)   |
|        | LT            | 18 (3,1 %)   |
|        | LFI           | 17 (2,9 %)   |
|        | GDR           | 15 (2,5 %)   |

Total : 577,
Note
- Le 26 mai 2020, 9 députés du groupe UDI, 6 du groupe LREM et 1 du groupe LT forment le groupe Agir ensemble

### XVIelégislature (2022-2024)

Composition de la XVIe législature en 2022.

- Présidente de l'Assemblée nationale : Yaël Braun-Pivet
- Présidents des groupes parlementaires : 
  - Groupe Renaissance (RE) : Sylvain Maillard
  - Groupe Rassemblement national (RN) : Marine Le Pen
  - Groupe La France insoumise - Nouvelle Union populaire écologique et sociale (LFI) : Mathilde Panot
  - Groupe Les Républicains (LR) : Olivier Marleix
  - Groupe démocrate, MoDem et indépendants (DEM) : Jean-Paul Mattei
  - Groupe socialistes et apparentés, membre de l'intergroupe NUPES (SOC) puis Groupe socialiste ey apparentés : Boris Vallaud
  - Groupe Horizons et indépendants (HOR) : Laurent Marcangeli
  - Groupe écologiste – Nupes (ECO) : Cyrielle Chatelain
  - Groupe de la Gauche démocrate et républicaine – Nupes (GDR) : André Chassaigne
  - Groupe Libertés, indépendants, outre-mer et territoires (LIOT) : Bertrand Pancher

| Groupe | Groupe | Sièges |
| ------ | ------ | ------ |
|        | RE     | 169    |
|        | RN     | 88     |
|        | LFI    | 75     |
|        | LR     | 61     |
|        | DEM    | 50     |
|        | SOC    | 31     |
|        | HOR    | 31     |
|        | ÉCO    | 22     |
|        | GDR    | 22     |
|        | LIOT   | 22     |

### XVIIelégislature (à partir de 2024)

Composition de la XVIIe législature en 2024.

- Présidente de l'Assemblée nationale : Yaël Braun-Pivet
- Présidents des groupes parlementaires : 
  - Groupe Rassemblement national (RN) : Marine Le Pen
  - Groupe Ensemble pour la République (EPR) : Gabriel Attal
  - Groupe La France insoumise - Nouveau Front populaire (LFI-NFP) : Mathilde Panot
  - Groupe socialistes et apparentés (SOC) : Boris Vallaud
  - Groupe Droite républicaine (DR) : Laurent Wauquiez
  - Groupe écologiste et social (EcoS) : Cyrielle Chatelain
  - Groupe Les Démocrates (Dem) : Marc Fesneau
  - Groupe Horizons et indépendants (HOR) : Paul Christophe
  - Groupe Libertés, indépendants, outre-mer et territoires (LIOT) : Laurent Panifous
  - Groupe Gauche démocrate et républicaine (GDR) : André Chassaigne
  - Groupe UDR (UDR) : Éric Ciotti

| Groupe | Groupe  | Sièges |
| ------ | ------- | ------ |
|        | RN      | 123    |
|        | EPR     | 94     |
|        | LFI-NFP | 71     |
|        | SOC     | 66     |
|        | DR      | 47     |
|        | EcoS    | 38     |
|        | Dem     | 36     |
|        | HOR     | 33     |
|        | LIOT    | 23     |
|        | GDR     | 17     |
|        | UDR     | 16     |
|        |         |        |
|        | NI      | 11     |

## Nombre d'élus par législature
| Année                                           | Nombre d'élus | Dont outre-mer | Dont hors de France |
| ----------------------------------------------- | ------------- | -------------- | ------------------- |
| 1789                                            | 1 200         | 17             |                     |
| 1791                                            | 746           | 1              |                     |
| Convention nationale (1792)                     | 745           | 34             |                     |
| Conseil des Cinq-Cents (1795, 1797, 1798, 1799) | 500           | 11-15          |                     |
| 1800                                            | 300           | 0              |                     |
| 1814                                            | 237           | 0              |                     |
| 1815 (mai)                                      | 629           | 0              |                     |
| 1815 (oct.)                                     | 395           | 0              |                     |
| 1816                                            | 262           | 0              |                     |
| 1820, 1824, 1827                                | 430           | 0              |                     |
| 1830, 1831, 1834, 1837, 1839, 1842, 1846        | 459           | 0              |                     |
| 1848                                            | 900           | 16             |                     |
| 1849                                            | 750           | 11             |                     |
| 1852                                            | 261           | 0              |                     |
| 1857                                            | 267           | 0              |                     |
| 1863                                            | 283           | 0              |                     |
| 1869                                            | 292           | 0              |                     |
| 1871                                            | 768           | 15             |                     |
| 1875                                            | 533           | 7              |                     |
| 1877                                            | 535           | 9              |                     |
| 1881                                            | 557           | 16             |                     |
| 1885                                            | 585           | 16             |                     |
| 1889                                            | 576           | 16             |                     |
| 1893                                            | 581           | 16             |                     |
| 1897                                            | 586           | 16             |                     |
| 1902, 1906                                      | 591           | 16             |                     |
| 1910                                            | 596           | 16             |                     |
| 1914                                            | 602           | 16             |                     |
| 1919, 1924                                      | 626           | 16             |                     |
| 1928                                            | 612           | 19             |                     |
| 1932                                            | 615           | 19             |                     |
| 1936                                            | 618           | 20             |                     |
| 1945, 1946                                      | 586           | 64             |                     |
| 1946                                            | 619           | 75             |                     |
| 1951                                            | 626           | 82             |                     |
| 1956                                            | 596           | 52             |                     |
| 1958                                            | 579           | 114            |                     |
| 1959                                            | 553           | 88             |                     |
| 1961, 1962                                      | 482           | 17             |                     |
| 1967, 1968                                      | 487           | 17             |                     |
| 1973                                            | 490           | 17             |                     |
| 1978, 1981                                      | 491           | 17             |                     |
| 1986, 1988, 1993, 1997, 2002, 2007              | 577           | 22             |                     |
| 2012, 2017, 2022, 2024                          | 577           | 27             | 11                  |